# Noccaea densiflora
Noccaea densiflora là một loài thực vật có hoa trong họ Cải. Loài này được (Boiss. & Kotschy) F.K. Mey. mô tả khoa học đầu tiên năm 1973.